# It's Amazing to Be Young
It's Amazing to Be Young is een nummer van de Ierse postpunkband Fontaines D.C. uit 2025. Het is de zesde single van hun vierde studioalbum Romance, waarvan het op de deluxe editie verscheen.

## Achtergrondinformatie
De tekst van het nummer viert jeugdige vrijheid en de schoonheid van het hier en nu. Met dit nummer laten ze een lichtere kant zien dan op de meeste tracks op Romance, zonder hun diepgang te verliezen. De boodschap van het nummer is om te genieten van het moment, iets wat perfect aansluit bij hun groeiende fanbase van jonge luisteraars.
Het pasgeboren kind van gitarist Carlos O'Donnell diende als inspiratie voor het nummer. "Het gevoel van hoop dat een kind kan geven is diepgaand en ontroerend, vooral voor jonge mannen zoals wij. Dat gevoel van een wereld willen creëren waarin ze gelukkig kunnen opgroeien. Het is een gevoel dat vecht tegen het cynisme dat ons in de moderne wereld vaak overvalt. Dus wilden we duidelijk maken aan welke kant we stonden – het is echt geweldig om jong te zijn. We zijn nog steeds vrij en willen dat gevoel verspreiden. We willen het beschermen voor de anderen om ons heen, en misschien kunnen we het op die manier ook voor onszelf beschermen", zei bassist Connor Deegan III over het nummer.
Bij de release van de deluxeversie van Romance werd er nog een extra nummer gepubliceerd: Before You I Just Forget. Dit werd dan ook de b-kant van de single. Het nummer werd geschreven door Gitarist Conor Curley. Hij zingt tevens de eerste strofe van het nummer, wat zijn eerste solo zangmoment is in een nummer.
"It's Amazing to Be Young" werd een bescheiden hit in Ierland, het thuisland van de band. Daar bereikte het de 20e positie. In Nederland wist het nummer minder potten te breken. Zo werden de Nederlandse Top 40 of Tipparade niet gehaald, wel bereikte het de 3e positie in De Verlanglijst van NPO 3FM, en de 4e positie in de Verrukkelijke 15 van NPO Radio 2. In de Vlaamse Ultratop 50 werd de 50e positie behaald, waarmee het de eerste Vlaamse top 50-hit werd voor Fontaines D.C.

## Tracklijst
- Muziekdownload

1. "It's Amazing to Be Young" - 3:30

- 7"

1. "It's Amazing to Be Young" - 3:30
2. "Before You I Just Forget" - 3:56